# Makarios III.

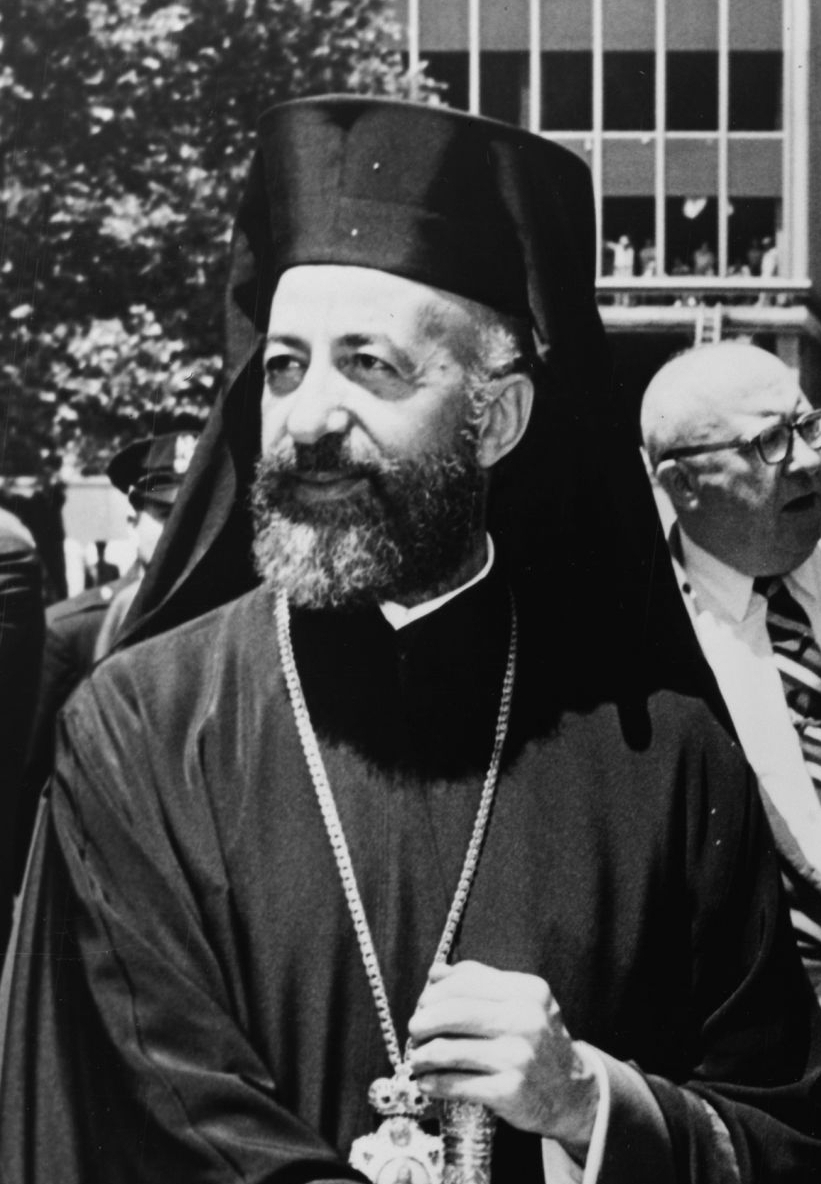
Erzbischof Makarios III. 1962

Erzbischof Makarios III. (griech. Μακάριος Γ΄; * 13. August 1913 in Pano Panagia, Zypern; † 3. August 1977 in Nikosia; eigentlich Μιχαήλ Χριστόδουλος Μουσκός Michail Christodoulos Mouskos) war ein griechisch zypriotischer Geistlicher und Politiker. Er war Präsident der Republik Zypern und Erzbischof der orthodoxen Kirche von Zypern.

## Erste Jahre auf Zypern
Michail Christodoulos Mouskos wurde 1926 im Alter von 13 Jahren im Kykkos-Kloster, dem größten und bekanntesten Kloster Zyperns, als Novize aufgenommen. Von 1933 bis 1936 war er Stipendiat des Panzyprischen Gymnasiums in Nikosia. Nach Beendigung der Schullaufbahn arbeitete er als Lehrer im Kykkos-Kloster. Im Jahr 1937 wurde er Sekretär des Klosterrats in Nikosia und begann ein Jahr später das Theologiestudium in Athen. Im gleichen Jahr wurde er zum Diakon geweiht. Er legte seinen bisherigen Namen ab und trug fortan den Namen „Makarios“ (der Selige, der Gepriesene). Der Eintritt Griechenlands in den Zweiten Weltkrieg im Oktober 1940 unterbrach zunächst seine Studien. Makarios erlebte unmittelbar die deutsche Besetzung Athens 1941, war aber nicht an Widerstandsgruppen gegen die Besatzer beteiligt. Im Sommer 1942 schloss er sein Theologiestudium ab. Er arbeitete als Priester in einer Gemeinde in der Hafenstadt Piräus. Im Jahr 1944 begann er ein Jurastudium. Ein Stipendium des Weltkirchenrats ermöglichte ihm das Studium in Boston mit dem Schwerpunkt Religionssoziologie (1946–1948).

## 1948 bis 1959
Infolge der Neubesetzung und des Neuaufbaus der zypriotischen Kirche wurde Makarios im April 1948 in seiner Abwesenheit zum Bischof von Kition gewählt. Zum ersten Mal in ihrer Geschichte wählte die Kirche Zyperns einen Studenten zum Bischof. Bis zu diesem Zeitpunkt hatte alles auf eine universitäre Karriere hingedeutet. Makarios zögerte, die Wahl anzunehmen. Er suchte den Rat des Erzbischofs von Nord- und Südamerika und späteren Ökumenischen Patriarchen von Konstantinopel, Athinagoras, der ihn überzeugte, die Wahl anzunehmen und nach Zypern zurückzukehren. Die Weihe zum Bischof von Kition erfolgte am 13. Juni 1948. Makarios begann eine umfassende Modernisierung der Administration seines 17 Jahre vakant gebliebenen Bistums und wirkte am Wiederaufbau der Kirchenverwaltung mit. Mit der Einrichtung des Ethnarchie-Rats, des politischen Exekutivorgans der Kirche, im Juli 1948 erhielt Makarios ein Betätigungsfeld, in dem er seine taktischen und politischen Konzepte schulen und artikulieren konnte. Aus dem Rat wurde ein vier Mitglieder umfassendes Exekutivbüro gewählt, dessen Vorsitz Makarios übernahm. Die Aufgabe des Büros bestand in der Koordination und Organisation der politischen Aktivitäten unter der Leitlinie „Enosis und nur Enosis“ (Enosis: politischer Anschluss des zum damaligen Zeitpunkt britischen Zyperns an Griechenland). Zu diesem Zweck wurde unter anderem eine Zeitschrift mit dem Namen Griechisches Zypern herausgegeben.
Als Vorsitzender des Exekutivbüros hatte Makarios maßgeblichen Anteil an der Durchführung eines Referendums vom 15. bis 22. Januar 1950, welches den Willen der Zyperngriechen zur Enosis zum Ausdruck brachte. Am 20. Oktober 1950 wurde er im Alter von 37 Jahren zum Erzbischof von Zypern gewählt und war damit der jüngste Erzbischof in der Geschichte der orthodoxen Kirche Zyperns. In der Doppelrolle als Erzbischof und Ethnarch (politischer Repräsentant der griechischen Zyprioten) entfaltete Makarios eine zielgerichtete Aktivität in Zypern selbst, im griechischen Mutterland und auf internationaler Ebene, vor allem bei den Vereinten Nationen und seit der Bandung-Konferenz 1955 auch innerhalb der Bewegung der Blockfreien Staaten. In Athen wurde 1953 unter aktiver Beteiligung Makarios’ eine Geheimorganisation für die Enosis gegründet. Bewaffnete Kämpfe auf Zypern führten nach der Londoner Zypern-Konferenz 1955 und dem Beginn des EOKA-Kampfes (EOKA: Nationale Organisation zypriotischer Kämpfer) zur Verbannung Makarios’ für etwas über ein Jahr auf die Seychellen (März 1956 bis April 1957). Nach seiner Freilassung und Rückkehr leitete Makarios gemeinsam mit Georgios Grivas (dem die EOKA militärisch unterstand) die politischen Aktivitäten gegen die britische Herrschaft. Fast 600 Menschen starben bei den Kämpfen.
Ab 1958 sah Makarios in der völligen Unabhängigkeit Zyperns das eigentliche Ziel des Kampfes, während Griechenland in der UNO mit der Türkei über eine Lösung zu verhandeln begann. Auf der Londoner Zypern-Konferenz 1959 unterschrieb Makarios schließlich als Vertreter der griechischen Volksgruppe das Zypern-Abkommen, das die britische Herrschaft beendete. Im Dezember 1959 wurde er mit großer Mehrheit (66,85 Prozent) zum ersten Präsidenten Zyperns gewählt.

## 1960 bis 1977

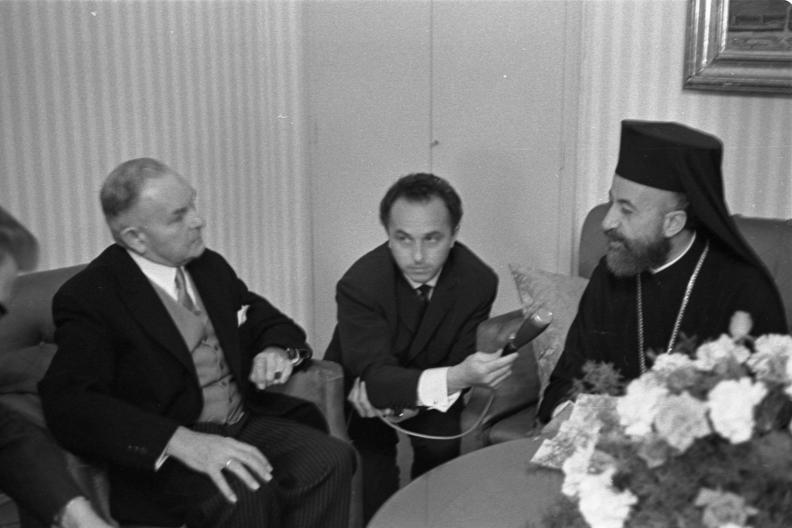
Besuch des Staatspräsidenten von Zypern, Erzbischof Makarios III., in der Bundesrepublik Deutschland und West-Berlin, 1962. Besuch in München, links Ministerpräsident Hans Ehard

Sein Versuch, die Verfassung im November 1963 in 13 Punkten zu revidieren, spaltete die beiden Volksgruppen und führte zu bürgerkriegsähnlichen Auseinandersetzungen. In der Folge bahnte sich die räumliche Separation der türkischen Zyprioten im Norden der Insel an. Seine Beteiligung an der Bewegung der Blockfreien Staaten brachte ihm hohes internationales Ansehen und zugleich – unter anderem wegen der kompromisslosen Forderung nach dem Selbstbestimmungsrecht der Völker – innenpolitische Vorteile im kämpferisch werdenden politischen Klima auf Zypern ein. Weitere militärische Auseinandersetzungen in den Jahren 1964 bis 1967 verhärteten die Fronten. Verhandlungen zwischen Griechenland und der Türkei, vor allem auch die drohende Haltung des NATO-Mitglieds Türkei, zwangen Makarios zum Einlenken. Er proklamierte eine Politik des Machbaren, die ihm schließlich 1968 auch die Wiederwahl zum Präsidenten Zyperns mit 95,7 Prozent der griechischen Stimmen sicherte.
In einer innerkirchlichen Auseinandersetzung forderten drei Bischöfe seine Absetzung. Makarios rief 1973 eine „größere Synode“ ein und ließ die drei abtrünnigen Bischöfe absetzen (Bischof von Kyrenia Kyprianos, Bischof von Kition Anthimos und Bischof von Paphos Genadios).
Mit der Errichtung der griechischen Militärdiktatur (von 1967 bis 1974) wurde Makarios zum Verfechter der freiheitlichen Demokratie auf Zypern. Der Diktatur war er bis zu seinem Sturz ein Dorn im Auge, da er sich dem Diktatur-Export von Athen nach Nikosia stets widersetzte. Sein moralisches Ansehen als ‚Ethnarch‘, als Staatsoberhaupt Zyperns war groß, seine machtpolitische Position jedoch eher schwach durch die komplizierten Verflechtungen Zyperns mit Griechenland, der griechischen Armee, der ehemaligen Kolonialmacht Großbritannien und mit der Türkei. 1971 begann der nach Zypern zurückgekehrte ehemalige Bündnisgenosse Georgios Grivas mit der systematischen Verfolgung von Makarios’ Anhängern durch die Organisation EOKA-B. Ende Juni 1974 begann die EOKA-B mit der Ermordung der Makariosanhänger.
In einem berühmten Brief vom 2. Juli 1974 an den damaligen griechischen Staatschef Phaidon Gizikis forderte Makarios den Abzug der griechischen Offiziere von Zypern und kritisierte die Athener Militärdiktatur. Diktator Dimitrios Ioannidis rächte sich mit der Anzettelung eines Putsches; die geplante Ermordung Makarios’ nach der Machtübernahme der zyprischen Nationalgarde am 15. Juli 1974 scheiterte jedoch. Makarios gelang die Flucht nach Paphos, von wo er in einer Botschaft an die Zyprioten das verbrecherische Athener Regime des Staatsstreichs bezichtigen konnte. Dieser Putsch führte zur Intervention der Türkei, der gemäß dem Garantievertrag von 1960 dieses Recht zustand; am 20. Juli begann mit der Operation Atilla die Landung türkischer Truppen auf Zypern.
Nach dem Sturz der griechischen Militärdiktatur, der Rückkehr von Konstantin Karamanlis und der Wiederherstellung der griechischen Demokratie kehrte am 7. Dezember 1974 auch Makarios als legales Staatsoberhaupt auf die Insel zurück; dies stand in Analogie zu einer Doktrin, der das griechische Parlament zustimmte (der Putsch vermag auch dann, wenn sich die Verschwörer machtpolitisch durchgesetzt haben, die alte Rechtsordnung nicht abzuschaffen). Zypern war jedoch zu diesem Zeitpunkt zweigeteilt – die Türkei hatte im August 1974 durch eine völkerrechtlich nicht legitimierte zweite Attacke auf die Insel 37 Prozent des Gesamtgebietes der Insel besetzt. Es stellte sich somit das Problem von 170.000 obdachlosen zyperngriechischen Flüchtlingen aus dem nunmehr türkischen Nordzypern.
Makarios wurde bei der Rückkehr aus dem fast fünfmonatigen Exil von 150.000 Menschen, einem Drittel der griechisch-zyprischen Bevölkerung, begeistert empfangen. Auf der anschließenden Großkundgebung sprach er sich für Gespräche mit den türkischen Zyprioten aus und gegen eine gerichtliche Verfolgung seiner politischen Gegner. Die griechischen Zyprer sollten vielmehr ihre Waffen abgeben und einig sein. In der Rede weigerte er sich aber, die Trennung der Insel in zwei Teile anzuerkennen und klagte die Türkei an, den besetzten Teil unrechtmäßig besetzt zu halten.

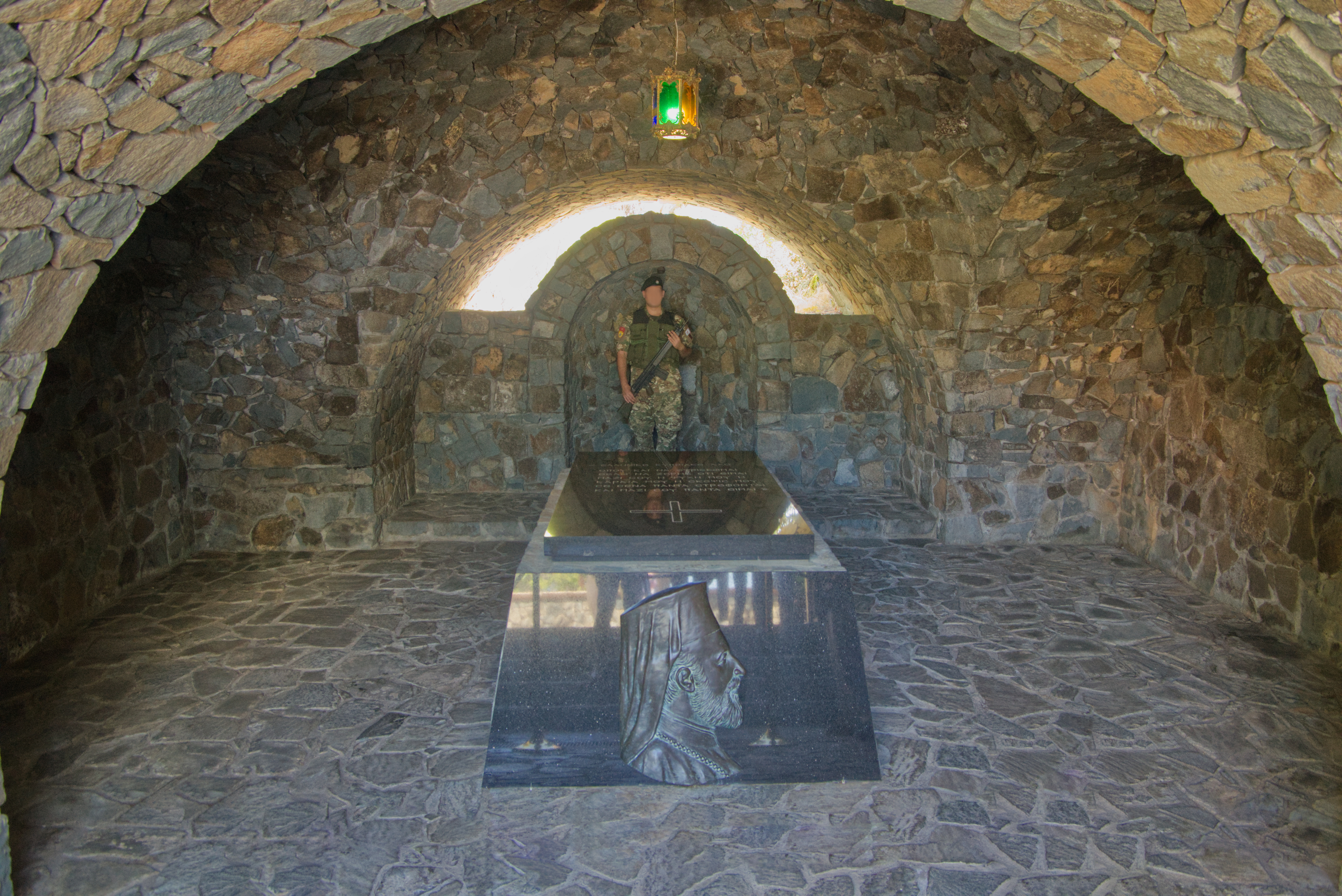
Grabmal von Makarios

Am 12. Februar 1977 vereinbarten der Volksgruppenführer der Zyperntürken, Rauf Denktaş, und Makarios Richtlinien für zukünftige interkommunale Verhandlungen, die für die Regelung des Zypernkonflikts maßgebend sein sollten. Am 3. August desselben Jahres verstarb Makarios. Nachdem sich kein öffentliches Grundstück für ein Denkmal fand, errichtete die Kirche von Zypern vor ihrem Sitz eine Monumentalskulptur von Makarios, diese wurde jedoch mittlerweile entfernt und ins Trodos-Gebirge, unweit seines Grabes verbracht.
Die gerichtliche Untersuchung des Putsches gegen Makarios wurde 1974/1975 beiseitegeschoben. Die Türkei hätte die Ergebnisse einer durchgeführten Untersuchung für ihre Propagandazwecke einsetzen können; und es war nicht klar, ob nicht durch die detaillierte Aufdeckung des Ioannidis-Planes die Beziehungen zu den USA gestört würden – zahlreiche Historiker vermuten, dass Ioannidis seinen Putschplan mit CIA-Agenten erörtert hatte. Erst unter der Regierung Papandreou beschloss das griechische Parlament am 21. Februar 1986 die Bildung einer Untersuchungskommission, die aus 30 Abgeordneten bestand.